# Jago Marić
Jago Maric (* 3. Februar 1979 in Teslić) ist ein ehemaliger kroatischer Fußballspieler.

## Karriere
In seiner Jugend spielte Maric beim TuS Ergenzingen Fußball, danach wechselte er zu den Junioren der Stuttgarter Kickers. Dort schaffte er den Sprung über die zweite Mannschaft zu den Profis und absolvierte dort 23 Spiele in der 2. Bundesliga und in der Regionalliga Süd. Von 2002 bis 2016 war er beim FC 08 Villingen überwiegend in der Oberliga Baden-Württemberg aktiv. Von 2015 bis 2020 bekleidete er bei Villingen den Cheftrainerposten. Seit 2022 ist er Cheftrainer beim BSV 07 Schwenningen, den er 2023 zum Aufstieg in die Bezirksliga und 2024 zum Aufstieg in die Landesliga Württemberg führte.